# Dérégoué II
Ne doit pas être confondu avec Dérégoué I.
Dérégoué II est une localité située dans le département de Sidéradougou de la province de la Comoé dans la région des Cascades au Burkina Faso.

## Santé et éducation
Le centre de soins le plus proche de Dérégoué II est le centre de santé et de promotion sociale (CSPS) de Dérégoué I tandis que le centre hospitalier régional (CHR) se trouve à Banfora.
Le village possède une école primaire publique à Wobaga alors que le collège d'enseignement général (CEG) est à Dérégoué I.